# Korngefüge
Unter dem Korngefüge wird in der Geologie und Petrologie die Struktur verstanden, die den Aufbau eines Gesteins bestimmt. Sie kann flaserig sein, also mit in die Länge gezogenen oder gezerrten Gesteinskomponenten, körnig oder schieferartig, also splitterig.
In der Literatur werden verschiedenen Eigenschaften unterschieden:
- Statistische Kornverteilung (Verteilungsgefüge) nach Orientierung, Größe, Form und Packungsdichte der Mineralkörner.
- Statistisches Richtungsgefüge: Ausrichtung der Körner und ihre Drehlage im Gestein nach ihrem inneren Bau, ihrer äußeren Form in definierte Richtungen.

Ursache für ein bestimmtes Korngefüge kann sein:
- die Erstarrung magmatischer Schmelzen.
- in Sedimenten die durch fließendes oder stehendes Wasser bedingte Anlagerung der einzelnen Körner (Anlagerungsgefüge).
- eine kristalline Umformung fester Gesteinsgefüge und ihrer mineralischen körnigen Bestandteile, verursacht durch tektonische Aktivitäten und Metamorphose.

## Weblink
- Internetseite GeoLexikon